# Массера, Эмилио Эдуардо
Эми́лио Эдуа́рдо Массе́ра (исп. Emilio Eduardo Massera; 19 октября 1925, Парана, Аргентина — 8 ноября 2010, Буэнос-Айрес) — аргентинский военный и государственный деятель. Входил в состав правящей военной хунты в 1976—1981 годах.

## Биография
Родился в семье инженера, итальянских иммигрантов. Провёл юность в городе Ла-Плата и получил среднее образование в Национальном колледже Ла-Платы.
В 1942 году поступил в Военно-морскую академию и окончил её в 1946 году. Позже стал студентом Школы Америк и Межамериканского колледжа обороны в Вашингтоне, где получил подготовку в борьбе с партизанами. Вернувшись в Аргентину во время президентства Хуана Доминго Перона работал в Адмиралтействе, затем в военно-морской разведке, позже произведён в чин капитана и назначен командиром учебного парусного фрегата «Либертад».
6 декабря 1973 года получил звание адмирала и был назначен главнокомандующим Военно-морским флотом Аргентины, став самым молодым моряком в истории Аргентины на этом посту. За свою карьеру он был награждён правительствами Чили, Эквадора, Бразилии, Парагвая, Боливии, Перу, Венесуэлы, США, Тайваня, Колумбии, Кореи, Испании, Габона, Гватемалы, Мексики, Никарагуа, Южной Африки и Уругвая.
В результате переворота 24 марта 1976 года, когда была свергнута президент Исабель Перон, вдова Х. Перона, вошёл в состав военной хунты вместе с Хорхе Рафаэлем Виделой и генералом ВВС Орландо Рамоном Агости.
Был активно вовлечён в действия правительства, особенно в незаконные репрессии, являясь одним из главных идеологов режима (военно-морская школа механиков (ESMA), руководимая Массера, была одним из крупнейших центров содержания под стражей, пыток и убийств задержанных).
15 сентября 1978 года, вышел в отставку.
Его имя было обнаружено в списках масонской ложи П-2 в 1981 году.
16 января 1983 года объявил о своём выдвижении на пост президента, но 21 июня арестован по обвинению в незаконных репрессиях. 22 апреля 1985 года был осуждён за нарушение прав человека, убийства, пытки и незаконное лишение свободы, и приговорён к пожизненному заключению и лишению воинского звания за следующие преступления: 3 преднамеренных убийства, 12 случаев пыток, 69 незаконных лишений свободы, 7 грабежей и вандализме. 29 декабря 1990 года помилован президентом Карлосом Менемом и был выпущен до 1998 года, когда ему были предъявлены новые обвинения, связанные с похищением и сокрытием несовершеннолетних и он был возвращён в тюрьму.
В декабре 2002 года пережил инсульт, однако по его последствиям в марте 2005 года признан сумасшедшим и дело против него было приостановлено. 31 августа 2010 года Верховный суд постановил, что президентское помилование 1990 года было неконституционным и отменил его.
Умер от остановки сердца 8 ноября 2010 года в военном госпитале в Буэнос-Айресе.

## Личная жизнь
Жена — Эстер Делия Виейра. В браке родилось два сына: Эдуардо Энрике и Эмилио Эстебан.
В июле 2010 года пресса опубликовала отчёт разведки времён диктатуры Пиночета, в соответствии с которым в конце 1970-х годов у него была любовница — популярная актриса, модель и танцовщица Грасиэла Альфано. Эта версия была уже опубликована в биографии Массеры 1992 года.